# Sägewerk (Fischen im Allgäu)

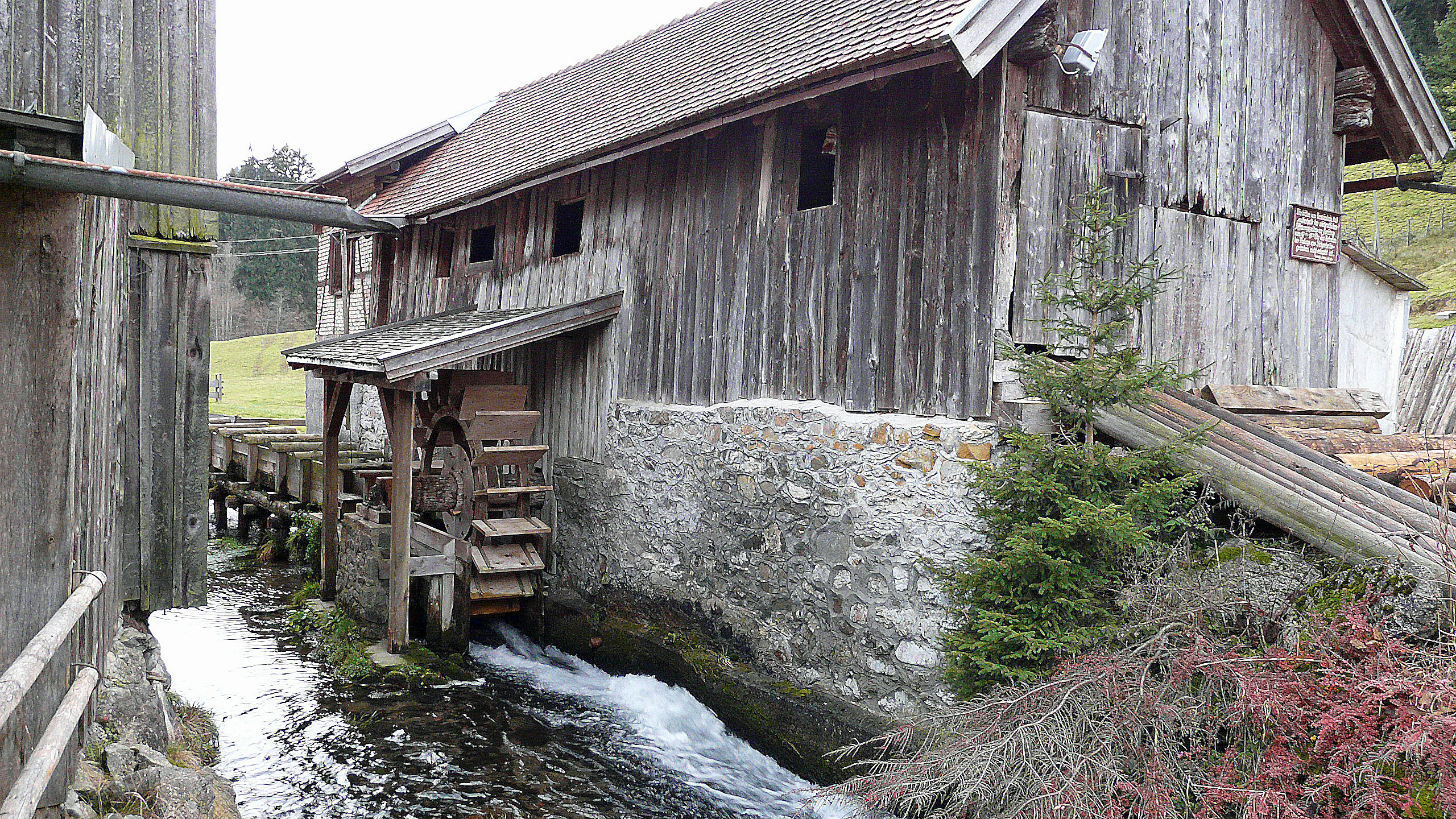
Ehemaliges Sägewerk in Fischen im Allgäu

Das Sägewerk in Fischen im Allgäu, einer Gemeinde im schwäbischen Landkreis Oberallgäu in Bayern, wurde im 18. oder 19. Jahrhundert errichtet. Das ehemalige Sägewerk an der Mühlenstraße 22 ist ein geschütztes Baudenkmal. 
Die Sägemühle ist ein erdgeschossiger, teils verbretterter Ständerbau auf Bruchsteinsockel mit Satteldach. Das Wasserrad zum Antrieb der Säge ist erhalten.
Im Sägewerk finden regelmäßig Vorführungen der historischen Technik statt.